# الخارد (أرحب)

تعديل مصدري - تعديل

الخارد هي إحدى قرى عزلة بني حكم بمديرية أرحب التابعة لمحافظة صنعاء، بلغ تعداد سكانها 66 نسمة حسب تعداد اليمن لعام 2004.